# Галлонберген (станція метро)
59°22′31″ пн. ш. 17°58′09″ сх. д. / 59.375277777778° пн. ш. 17.969166666667° сх. д.
«Галлонберген» (швед. Hallonbergen) — станція Стокгольмського метрополітену. 
Розташована на синій лінії, обслуговується потягами маршруту Т11, між станціями Шиста  та Неккрусен,
Відстань від станції Кунгстредгорден — 8,9 км.
Введено в експлуатацію 31 серпня 1975 року. 
 
Пасажирообіг станції в будень —	6 600 осіб (2019)

Розташована у мікрорайоні Галлонберген, Сундбюберг, Стокгольм. 
Конструкція: односклепінна станція тбіліського типу, з двома прямими (острівною і береговою) платформами. 

## Операції
| Попередня станція | Лінія | Лінія     | Лінія | Наступна станція             |
| ----------------- | ----- | --------- | ----- | ---------------------------- |
| Шиста до Акалла   |       | Лінія T11 |       | Неккрусен до Кунгстредгорден |